# نادي ناوتيكو
نادي ناوتيكو لكرة القدم (بالبرتغالية: Clube Náutico Capibaribe‏) ، هو نادي كرة قدم برازيلي، أسس سنة 1901 م.

## وصلات خارجية
- الموقع الرسمي